# Албена Ставрева
Албена Ставрева Янева е българска актриса. Завършила е актьорско майсторство за драматичен театър във ВИТИЗ при професор Николай Люцканов, Маргарита Младенова и Здравко Митков през 1990 г.
Има над 15 роли в театъра. Участва в сериала „Забранена любов“ в ролята на Надежда Белева. Също така озвучава филми и телевизионни реклами.
През 2022 създава авторския моноспектакъл „Неведение“ в Народния театър „Иван Вазов“.

## Избрана филмография
- 2016 – „Столичани в повече“
- 2008 – „Преследвачът“ (тв) – Мария
- 2007 – „А днес накъде?“
- 2006 – „Маймуни през зимата“
- 2004 – „Без семейна прилика“ (2-сер. тв) – журналистката Ана Михайлова
- 1998 – „Вой към звездите“ (Лаjање на звезде)
- 1996 – „Дневникът на един луд“
- 1995 – „Ангели на боклука“ (Ангели на отпад – на мак.лит.норма)
- 1995 – „Ъндърграунд“
- 1988 – „А сега накъде?“